# Métisz (istennő)
Métisz (görögül: Μήτις) az értelem és a megfontoltság istennője a görög mitológiában, ókeanisz, Zeusz első felesége, Athéné anyja.
Métisz Ókeanosz és Téthüsz titánok leánya, az istenek második nemzedékének sarja, mai fogalomkörrel élve Zeusz unokatestvére. 
A görög mondavilág szerint Zeusz Métisztől kapta azt a füvekből készített mérget, amelyet apja  italába kevert, aki  ennek hatására sorra kihányta korábban elnyelt gyermekeit. Zeusz így kezdhette meg Kronosz megbuktatására indított harcát. Hatalma megszilárdítása után a főisten hálája jeléül elhatározta, hogy feleségül veszi Métiszt. Ám Zeusz nagyszülei, Gaia és Uranosz figyelmeztették a főistent, hogy Métisztől születendő leánya értelemben és okosságban túltesz majd rajta, a következő fiúgyermek pedig erőben lesz nagyobb nála és ledönti égi trónusáról.  Tanácsukra Zeusz lenyelte a várandós nőt. Vele együtt az Olümposz ura magát az isteni bölcsességet is bekebelezte, de már túl késő volt. Zeuszt hamarosan elviselhetetlen fejfájás gyötörte. Az istenek szánakozva állták körül, hogy mitévők legyenek. Ekkor Héphaisztosz, (más források szerint Prométheusz vagy Hermész)  Tritón tengeristen rézbaltájával felnyitotta Zeusz fejét, amelyből egy istennő emelkedett ki sisakban és teljes fegyverzetben: Pallasz Athéné. 
Métisz tovább élt  Zeusz belsejében és jótanácsokkal, jóslatokkal segítette.
E monda kapcsán a tudósok sokszor rámutatnak az azonosságra, hogy Zeusz ugyanúgy nyelte le Métiszt, ahogyan apja, Kronosz a gyermekeit.
A Jupiter belső holdjainak egyike 1979 óta viseli a Métisz nevet.

## Külső hivatkozások
- Metis at theoi.com
- Métisz